# Frederick Forsyth
Frederick Forsyth (Ashford, Kent, 1938. augusztus 25. – Jordans, Buckinghamshire, 2025. június 9.) angol író, újságíró.

## Életpályája
Az angliai Ashfordban született. A Brit Királyi Légierő egyik legfiatalabb pilótája lett tizenkilenc éves korában, itt 1956-tól 1958-ig szolgált. A következő három és fél évben újságíróként, majd a Reuters tudósítójaként dolgozott előbb Párizsban, majd Kelet-Németországban és Csehszlovákiában, itteni élményeiből merítette első könyveinek témáját. 1965-ben visszatért Londonba, és a BBC riportereként dolgozott. Diplomáciai megbízottként Nigériában teljesített szolgálatot az 1967-es zavargások idején, majd később visszatért az országba mint haditudósító, előbb szabadúszóként, azután a Daily Express és a Time riportereként. 1970-ben írta első könyvét, A Sakál napját, amely azonnal elsöprő sikert aratott.

## Magyarul megjelent művei
- A Sakál napja; ford. Bart István; Magvető, Bp., 1976 (Albatrosz könyvek)
- Az Odessa ügyirat; ford. Tiborszky Péter; Interpress, Bp., 1988 (IPM könyvtár)
- Közvetítő; ford. Bihari György; I.P. Coop, Bp., 1990 (I. P. C. könyvek)
- Profi munka; ford. Gy. Horváth László et al.; Gondolat, Bp., 1990
  - (Nincs visszaút címen is)
- A negyedik jegyzőkönyv; ford. Gálvölgyi Judit; IPV–I.P. Coop, Bp., 1990 (I. P. C. könyvek)
- Az ördög alternatívája; ford. Bánfalvi András; Fabula, Bp., 1991
- A háború kutyái; ford. Rakovszky Zsuzsa; I. P. C., Bp., 1992 (I. P. C. könyvek)
- Átverés, 1-2.; ford. Rácz Péter; I. P. C., Bp., 1993 (I. P. C. könyvek)
- Isten ökle; ford. Szalay Marianne, Vajda Gábor, Etédi Péter; Magyar Könyvklub, Bp., 1994
- A Pásztor; vál., szerk. Hunyadi Csaba; ford. Fehér Katalin et al.; Szukits, Szeged, 1997
- Ikon; ford. Szentgyörgyi József; Magyar Könyvklub, Bp., 1997
- Veszélyes verseny / Kathy sorsa / Ikon / Mindent vállalok; ford. Komáromy Rudolf et al.; Reader's Digest, Bp., 1998 (Reader's Digest válogatott könyvek)
- Nincs visszaút; vál., szerk. Hunyadi Csaba; ford. Murányi Beatrix et al.; Szukits, Szeged, 1998
  - (Profi munka címen is)
- Meghökkentő mesék; ford. Hernádi Miklós et al.; Szukits, Szeged, 2001 (Meglepetés könyvek)
- Manhattan fantomja; ford. Pásztor Péter; Magyar Könyvklub, Bp., 2001
- Vadmacskák; ford. Barkóczi András; Reader's Digest, Bp., 2002 (Reader's Digest válogatott könyvek)
- A veterán és más történetek; ford. Kovács Lajos; Magyar Könyvklub, Bp., 2003
- Bosszúálló; ford. Gy. Horváth László; Reader's Digest, Bp., 2004 (Reader's Digest válogatott könyvek)
- Avenger / Bosszúálló; ford. Szieberth Ádám; Alexandra, Pécs, 2004
- Az afgán; ford. Bujdosó István; Alexandra, Pécs, 2007
- Isten ökle; ford. Etédi Péter, Szalay Marianne, Vajda Gábor; Partvonal, Bp., 2008
- Az Afgán; ford. Uram Tamás; Reader's Digest, Bp., 2008 (Reader's Digest válogatott könyvek)
- A kobra; ford. Bujdosó István; Alexandra, Pécs, 2011
- Halállista. Hajsza egy fantom után; ford. Babits Péter; Alexandra, Pécs, 2014
- A róka; ford. Nagy Mátyás; Alexandra, Pécs, 2018

## Adaptációk

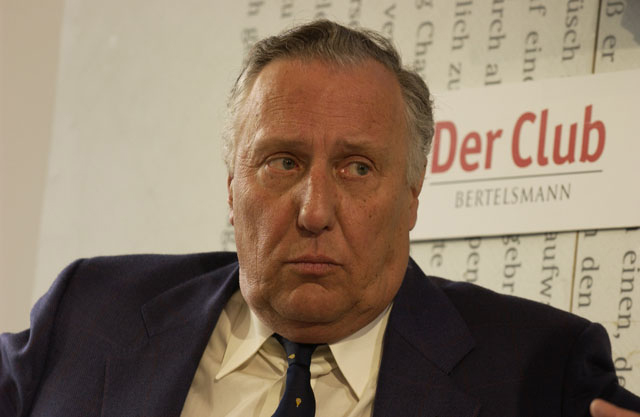
2003-ban

### Filmek
- A Sakál napja (1973)
- Az Odessa ügyirat (1974)
- A háború kutyái (1980)
- A negyedik záradék (1987)
- A Sakál (1997)
- A pásztor (2023)

### Televíziós sorozatok
Az Átverés című regény alapján készült egy hatrészes sorozat Frederick Forsyth bemutatja (Frederick Forsyth Presents) címen, amely Magyarországon videókazettán jelent meg.